# Аренас, Антонио
Антонио Аренас (исп. Antonio Arenas; 13 июля 1808, Лима — 27 декабря 1891, Лима) — перуанский политик, адвокат, председатель Верховного суда Перу (1876, 1885, 1889 и 1890). Был временным президентом Перу в течение краткого периода с 5 декабря 1885 года по 5 июля 1886 года. После свержения режима Иглесиаса войсками Андреса Авелино Касереса Антонио Аренас был временно назначен специально созванным учредительным собранием на пост временного президента до проведения новых выборов. После состоявшихся 2 июня 1886 года выборов президентом стал Касерес.